# Даргомыжский, Александр Сергеевич
Алекса́ндр Серге́евич Даргомы́жский (2 (14) февраля 1813, село Троицкое, Белёвский уезд, Тульская губерния — 5 (17) января 1869, Санкт-Петербург) — русский композитор, чьё творчество оказало существенное влияние на развитие русского музыкального искусства XIX века. Один из наиболее заметных композиторов периода между творчеством Михаила Глинки и «Могучей кучки». Даргомыжский считается основоположником реалистического направления в русской музыке, последователями которого явились многие композиторы последующих поколений.

## Биография
Александр Даргомыжский родился 2 (14) февраля 1813 года в селе Троицком Белёвского уезда (ныне Арсеньевский район) Тульской губернии. В 1866 году в автобиографии сам композитор лишь указал, что он родился в селе, не указав его названия и географической принадлежности. Однако А. Луковкин пришёл к выводу, что во время рождения будущего композитора в Белёвском уезде ещё не существовало села с таким названием — Троицкое. Исследователь установил, что Александр Даргомыжский появился на свет в сельце Воскресенское (приход села Старый Роскотец, ныне Архангельское) Чернского уезда Тульской губернии. Его отец, Сергей Николаевич, был внебрачным сыном жены богатого помещика Алексея Петровича Ладыженского (1738—1826), который и владел имением в Чернском уезде. Вскоре после рождения (в 1789 году) Сергей был взят на воспитание полковником Николаем Ивановичем Боучаровым (1749—1794 гг.), который привёз его в своё имение Даргомыжка в Белёвском уезде Тульской губернии. В итоге он стал Сергеем Николаевичем Даргомыжским (новую фамилию он получил по названию имения воспитателя Н. И. Боучарова). Такая смена фамилии потребовалась для поступления в Благородный пансион при Московском университете. Мать, урождённая княжна Мария Борисовна Козловская, сестра знаменитого остряка Петра Козловского, вышла замуж против воли родителей.
По сведениям музыковеда М. С. Пекелиса княжна М. Б. Козловская унаследовала от своего отца (деда композитора) родовое смоленское имение Твердуново, ныне в Вяземском районе Смоленской области. Документально установлено, что до Отечественной войны 1812 г. дер. Твердуново принадлежала князьям Козловским. В том же 1813 году, после изгнания из России наполеоновской армии и через несколько месяцев после рождения сына Александра, семья Даргомыжских вернулась из Тульской губернии на Смоленщину. В семейном имении Твердуново, восточнее г. Вязьма, Александр Даргомыжский провёл первые 3,5 года своей жизни. В мае 1816 г. семья       Даргомыжских переехала в Смоленск, а в конце 1817 г. в Петербург. Но впоследствии в родительское имение Твердуново композитор неоднократно приезжал, но особенно часто в конце 1840 — середине 1850-х годов, во время работы над оперой «Русалка». В эти годы он изучал смоленский фольклор, поэтому в эту знаменитую оперу он включил несколько народных смоленских мелодий. Помимо «Русалки» народные мотивы Смоленщины композитор использовал и для своих популярных русских песен: «Душечка девица» и «Лихорадушка». В июне 1861 года, прибыв из Петербурга в Твердуново, А. С. Даргомыжский первым в Смоленской губернии освободил от крепостной зависимости своих смоленских крестьян, причём на самых выгодных для них условиях. Как было записано в Уставной грамоте в «целях улучшения быта крестьян» он за ними оставил всю землю, которую они обрабатывали в дореформенное время, что в полтора раза превышало установленную царским Положением норму. При этом А. С. Даргомыжский за пользование излишней землёй с крестьян не увеличил норму ежегодно собираемого с них оброка. На таких же льготных условиях А. С. Даргомыжский сохранил землю за крестьянам и в соседнем селе Дуброво (ныне Темкинский район Смоленской области), причем простив им причитающиеся с них по Положению более 4 000 рублей. Такое гуманное поведение помещика по отношению к своим крепостным для того времени в России было исключительным.
До пятилетнего возраста мальчик не разговаривал, его поздно сформировавшийся голос остался навсегда высоким и чуть хрипловатым, что не мешало ему, однако, впоследствии трогать до слёз выразительностью и художественностью вокального исполнения. В 1817 году семья переселилась в Петербург, где отец Даргомыжского получил место правителя канцелярии в коммерческом банке, а сам он начал получать музыкальное образование. Первой его учительницей по фортепиано была Луиза Вольгеборн, затем он начал заниматься с Адрианом Данилевским. Тот был хорошим пианистом, однако не разделял интереса юного Даргомыжского к сочинению музыки (сохранились его небольшие фортепианные пьесы этого периода). Наконец, в течение трёх лет учителем Даргомыжского был Франц Шоберлехнер, ученик известного композитора Иоганна Гуммеля. Достигнув определённого мастерства, Даргомыжский начал выступать как пианист на благотворительных концертах и в частных собраниях. В это время он также занимался у известного учителя пения Бенедикта Цайбига, а с 1822 года осваивал игру на скрипке, играл в квартетах, однако вскоре потерял интерес к этому инструменту. К тому времени он уже написал ряд фортепианных сочинений, романсов и других произведений, некоторые из которых были изданы.

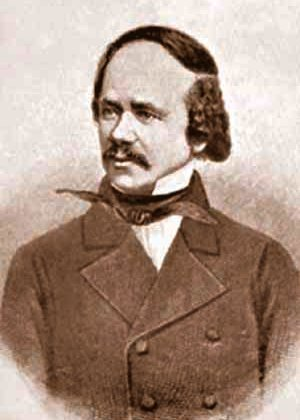

Осенью 1827 года Даргомыжский, следуя по стопам отца, поступил на государственную службу и благодаря трудолюбию и добросовестному отношению к делу быстро начал продвигаться по карьерной лестнице. В этот период он нередко музицировал дома и посещал оперный театр, основой репертуара которого были сочинения итальянских композиторов. Весной 1835 года он познакомился с Михаилом Глинкой, с которым играл на фортепиано в четыре руки, занимался анализом творчества Бетховена и Мендельсона. Глинка также передал Даргомыжскому конспекты уроков теории музыки, которые он получал в Берлине от Зигфрида Дена. Побывав на репетициях готовившейся к постановке оперы Глинки «Жизнь за царя», Даргомыжский задумал самостоятельно написать крупное сценическое произведение. Выбор сюжета пал на драму Виктора Гюго «Лукреция Борджиа», однако создание оперы продвигалось медленно, и в 1837 году, по совету Василия Жуковского, композитор обратился к другому сочинению того же автора, которое в конце 1830-х было весьма популярно в России, — «Собор Парижской Богоматери». Даргомыжский использовал оригинальное французское либретто, написанное самим Гюго для Луизы Бертен, чья опера «Эсмеральда» была поставлена незадолго до того. К 1841 году Даргомыжский закончил оркестровку и перевод оперы, для которой также взял название «Эсмеральда», и передал партитуру в дирекцию Императорских театров. Опера, написанная в духе французских композиторов, ждала своей премьеры несколько лет, так как намного большей популярностью у публики пользовались итальянские постановки. Несмотря на хорошее драматическое и музыкальное решение «Эсмеральды», эта опера через некоторое время после премьеры, проходившей в Москве в Большом театре, сошла со сцены и в дальнейшем практически никогда не ставилась. В автобиографии, помещённой в газете «Музыка и Театр», издававшейся А. Н. Серовым в 1867 году, Даргомыжский писал:

Эсмеральда пролежала у меня в портфеле целые восемь лет. Вот эти-то восемь лет напрасного ожидания и в самые кипучие годы жизни легли тяжёлым бременем на всю мою артистическую деятельность.

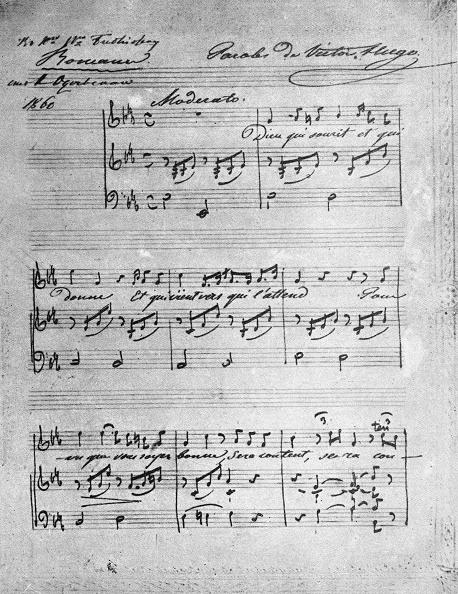
Рукопись первой страницы одного из романсов Даргомыжского

Переживания Даргомыжского по поводу неудачи «Эсмеральды» усугублялись ещё и растущей популярностью работ Глинки. Композитор начинает давать уроки пения (его ученицами были исключительно женщины, при этом он не брал с них платы) и пишет ряд романсов для голоса и фортепиано, некоторые из которых были изданы и стали весьма популярными, например «В крови горит огонь желанья…», «Влюблён я, дева-красота…», «Лилета», «Ночной зефир», «Шестнадцать лет» и другие.
В 1843 году Даргомыжский уходит в отставку, а вскоре уезжает за границу, где несколько месяцев проводит в Берлине, Брюсселе, Париже и Вене. Он знакомится с музыковедом Франсуа-Жозефом Фети, скрипачом Анри Вьётаном и ведущими европейскими композиторами того времени: Обером, Доницетти, Галеви, Мейербером. Вернувшись в 1845 году в Россию, композитор увлекается изучением русского музыкального фольклора, элементы которого ярко проявились в романсах и песнях, написанных в этот период: «Душечка-девица», «Лихорадушка», «Мельник», а также в опере «Русалка», которую композитор начал писать в 1848 году.
«Русалка» занимает в творчестве композитора особое место. Написанная на сюжет одноимённой трагедии в стихах А. С. Пушкина, она создавалась в период 1848—1855 годов. Даргомыжский сам адаптировал пушкинские стихи в либретто и сочинил окончание сюжета (у Пушкина произведение не окончено). Премьера «Русалки» состоялась 4 (16) мая 1856 года в Петербурге. Крупнейший русский музыкальный критик того времени Александр Серов отозвался на неё масштабной положительной рецензией в «Театральном и музыкальном вестнике» (её объём был столь велик, что она была напечатана по частям в нескольких номерах), что помогло этой опере некоторое время держаться в репертуаре ведущих театров России и добавило творческой уверенности самому Даргомыжскому.
Через некоторое время Даргомыжский сближается с демократическим кружком писателей, принимает участие в издании сатирического журнала «Искра», пишет несколько песен на стихи одного из главных его участников, поэта Василия Курочкина.

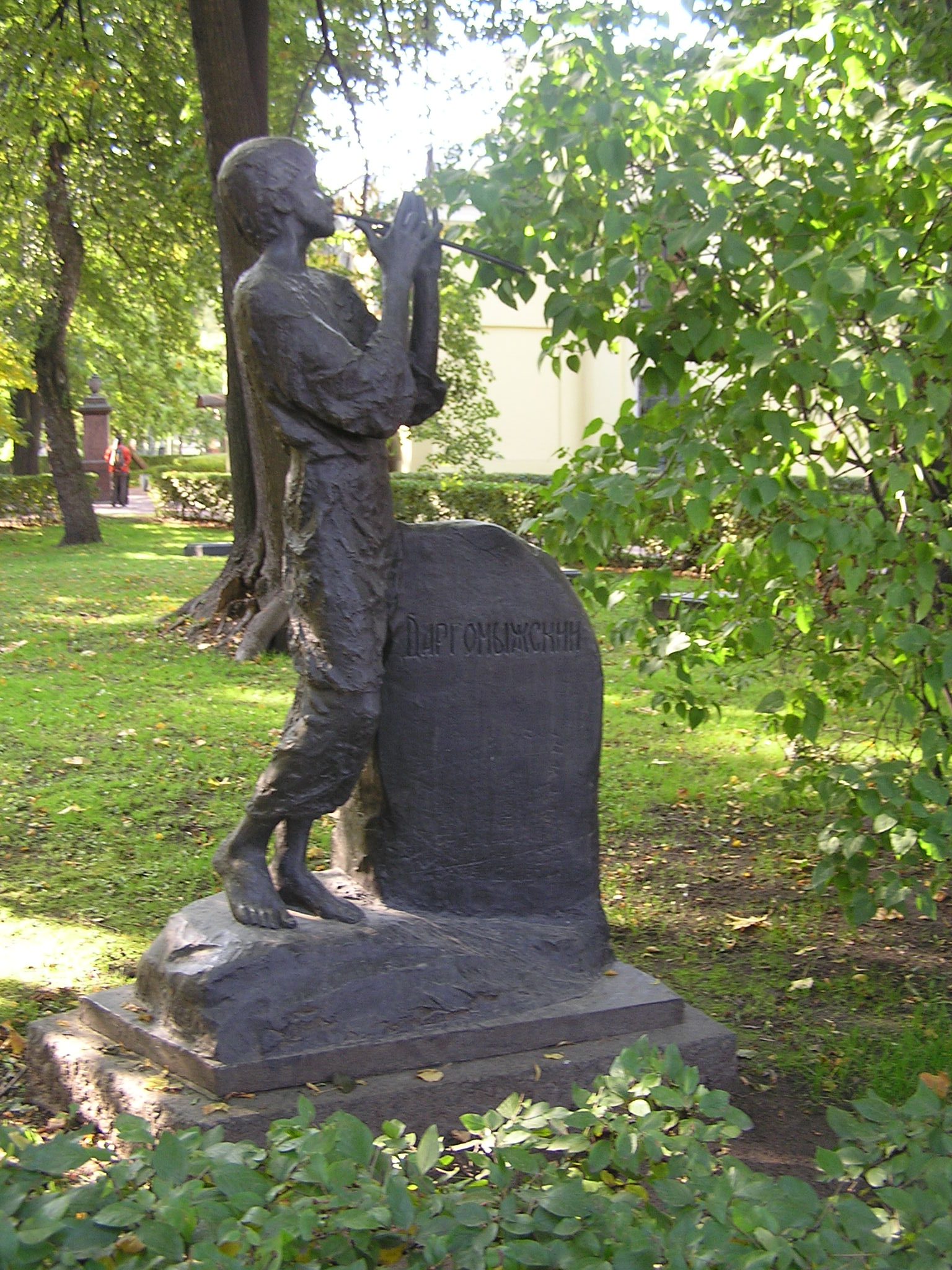
Памятник на могиле А. С. Даргомыжского на Тихвинском кладбище Александро-Невской лавры (Санкт-Петербург)

В 1859 году Даргомыжского избирают в руководство только что основанного Русского музыкального общества, он знакомится с группой молодых композиторов, центральной фигурой среди которых был Милий Балакирев (эта группа позднее станет «Могучей кучкой»). Даргомыжский задумывает написать новую оперу, однако в поисках сюжета отвергает сначала «Полтаву» Пушкина, а затем и русскую легенду о Рогдане. Выбор композитора останавливается на третьей из «Маленьких трагедий» Пушкина — «Каменном госте». Работа над оперой, тем не менее, идёт довольно медленно из-за начавшегося у Даргомыжского творческого кризиса, связанного с выходом из репертуара театров «Русалки» и пренебрежительным к себе отношением более молодых музыкантов. Композитор вновь едет в Европу, посещает Варшаву, Лейпциг, Париж, Лондон и Брюссель, где с успехом исполняются его оркестровая пьеса «Казачок», а также фрагменты из «Русалки». Одобрительно отзывается о творчестве Даргомыжского Ференц Лист.
Вернувшись в Россию, вдохновлённый успехом своих сочинений за границей, Даргомыжский с новыми силами берётся за сочинение «Каменного гостя». Язык, который он выбрал для этой оперы, — почти полностью построенный на мелодических речитативах с простым аккордовым сопровождением — заинтересовал композиторов «Могучей кучки», и в особенности Цезаря Кюи, искавшего в то время пути для реформирования русского оперного искусства. Однако назначение Даргомыжского на пост руководителя Русского Музыкального общества и провал оперы «Торжество Вакха», написанной им ещё в 1848 году и не видевшей сцены почти двадцать лет, ослабили здоровье композитора, и 5 (17) января 1869 года он умер, оставив оперу неоконченной. По его завещанию, «Каменный гость» был завершён Кюи и оркестрован Римским-Корсаковым.
Новаторство Даргомыжского не разделялось его младшими коллегами и снисходительно считалось оплошностями. Гармонический словарь стиля позднего Даргомыжского, индивидуализированная структура созвучий, их типическая характерность были, как на древней фреске, записанной позднейшими наслоениями, до неузнаваемости «облагорожены» редакцией Римского-Корсакова, приведены в соответствие с требованиями его вкуса, подобно операм Мусоргского «Борис Годунов» и «Хованщина», также кардинально отредактированным Римским-Корсаковым.
Даргомыжский похоронен в Некрополе мастеров искусств Тихвинского кладбища, неподалёку от могилы Глинки.

### Адреса в Санкт-Петербурге
- Осень 1832—1836 — дом Мамонтова, Грязная улица, 14.
- 1836—1840 — дом Кенига, 8-я линия, 1.
- 1843 — сентябрь 1844 — доходный дом А. К. Есаковой, Моховая улица, 30.
- Апрель 1845 — 5 января 1869 — доходный дом А. К. Есаковой, Моховая улица, 30, кв. 7.

## Творчество

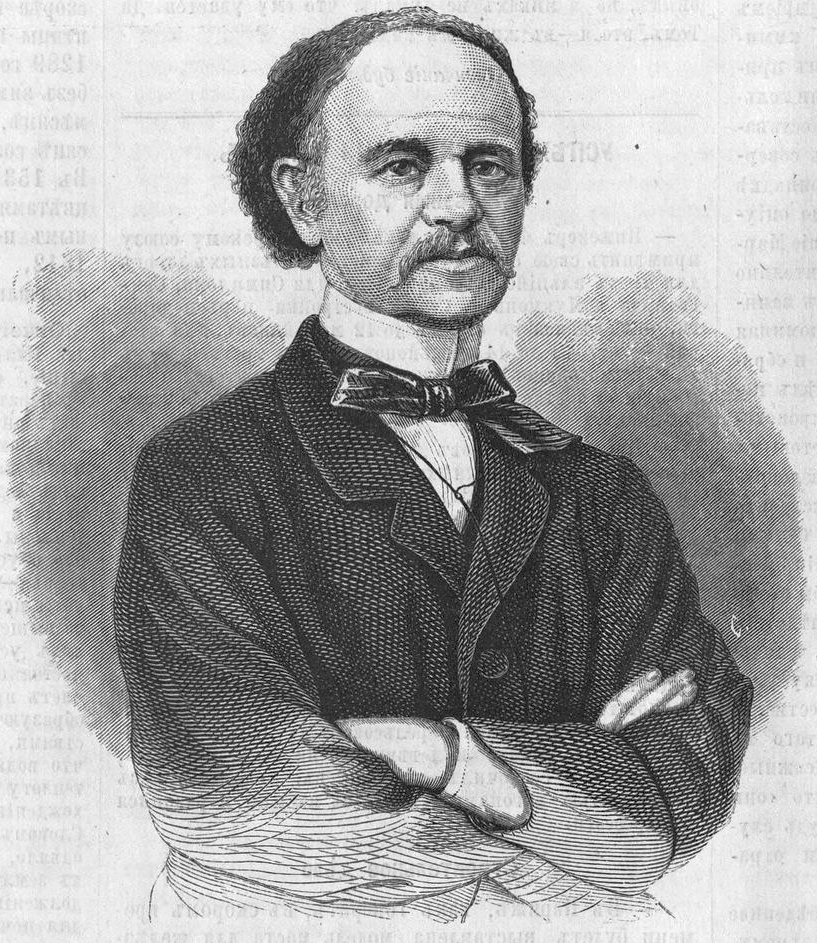
Александр Сергеевич Даргомыжский

В течение долгих лет имя Даргомыжского связывалось исключительно с оперой «Каменный гость» как с произведением, оказавшим большое влияние на развитие русской оперы. Опера написана в новаторском по тем временам стиле: в ней нет ни арий, ни ансамблей (не считая двух небольших вставных романсов Лауры), она целиком построена на «мелодических речитативах» и декламации, положенной на музыку. Как цель выбора такого языка Даргомыжский ставил не только отражение «драматической правды», но и художественное воспроизведение с помощью музыки человеческой речи со всеми её оттенками и изгибами. Позднее принципы оперного искусства Даргомыжского были воплощены в операх М. П. Мусоргского — «Борисе Годунове» и особенно ярко в «Хованщине». Сам Мусоргский уважал Даргомыжского и в посвящениях нескольких из своих романсов назвал его «учителем музыкальной правды».

Основное её достоинство — новый, ни разу не использованный стиль музыкального диалога. Все мелодии являются тематическими, а персонажи «говорят ноты». Этот стиль впоследствии развил М. П. Мусоргский. …
Без «Каменного гостя» нельзя представить себе развитие русской музыкальной культуры. Именно три оперы — «Иван Сусанин», «Руслан и Людмила» и «Каменный гость» создали Мусоргского, Римского-Корсакова и Бородина. «Сусанин» — опера, где главным героем является народ, «Руслан» — мифический, глубоко русский сюжет, и «Гость», в котором драма превосходствует над сладкой красотой звучания.
— Виктор Коршиков. Ст. А. С. Даргомыжский. «Каменный гость»

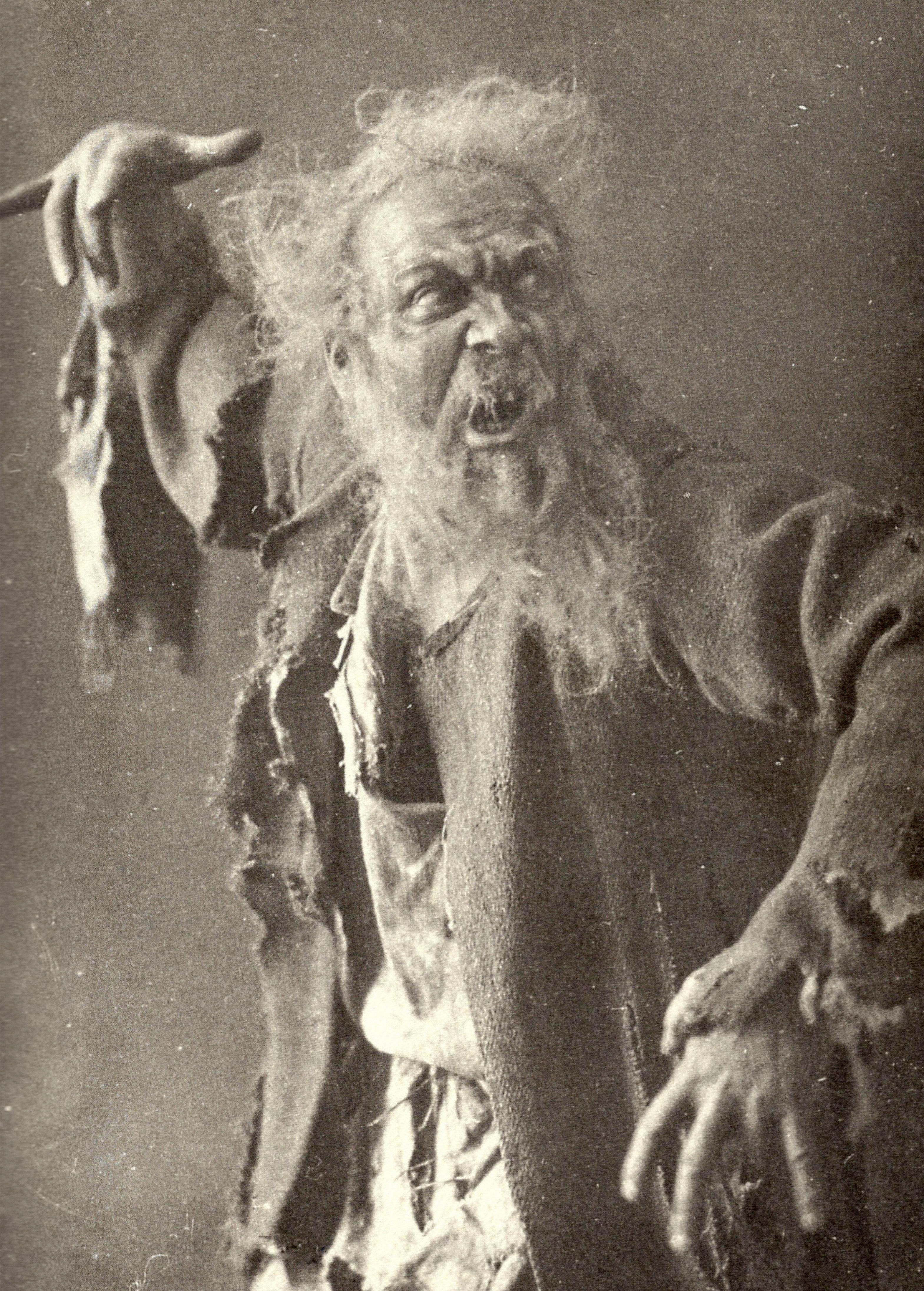
Ф. И. Шаляпин в роли Мельника в «Русалке»

Другая опера Даргомыжского — «Русалка» — также стала значительным явлением в истории русской музыки — это первая русская опера в жанре бытовой психологической драмы. В ней автор воплотил одну из многочисленных версий легенды об обманутой девушке, превращённой в русалку и мстящей своему обидчику.
Две оперы относительно раннего периода творчества Даргомыжского — «Эсмеральда» и «Торжество Вакха» — ждали своей первой постановки в течение многих лет и не пользовались у публики большой популярностью.
Большим успехом пользуются камерно-вокальные сочинения Даргомыжского. Его ранние романсы выдержаны в лирическом духе, сочинённые в 1840-х годах — испытывают влияние русского музыкального фольклора (впоследствии этот стиль будет использован в романсах П. И. Чайковского), наконец, поздние наполнены глубоким драматизмом, страстью, правдивостью выражения, явившись, таким образом, предвестниками вокальных работ М. П. Мусоргского. В ряде произведений ярко проявился комический талант композитора: «Червяк», «Титулярный советник» и др.
Для оркестра Даргомыжским написано четыре сочинения: «Болеро» (конец 1830-х), «Баба-Яга», «Казачок» и «Чухонская фантазия» (все — начало 1860-х). Несмотря на оригинальность оркестрового письма и хорошую оркестровку, они исполняются достаточно редко. Эти произведения являются продолжением традиций симфонической музыки Глинки и одной из основ богатого наследия русской оркестровой музыки, созданного композиторами более позднего времени.
В XX веке интерес к музыке Даргомыжского возродился: его оперы ставились в ведущих театрах СССР, оркестровые сочинения вошли в «Антологию русской симфонической музыки», записанную Е. Ф. Светлановым, а романсы стали неотъемлемой частью репертуара певцов. Среди музыковедов, внёсших наибольший вклад в исследование творчества Даргомыжского, наиболее известны А. Н. Дроздов и М. С. Пекелис, автор множества трудов, посвящённых композитору.

Даргомыжский весь в нестройности. Он предпочитает яркие характерные и подчёркнутые свойства. Он стремится ухватить моменты решительные: напряжение страсти, драматический конфликт, острый миг горя, ужаса и боли. Устойчивость и покой в чём бы то ни было ему чужды. Он умеет не только метко схватить характерное, но и высмеять то, что его взор карикатуриста успел выделить. Ирония — и горькая и шутливая — его сфера…
…В плане обогащения и освежения музыкального языка и в создании своего рода музыкальной характерологии, Даргомыжский оказался смелее и разностороннее Глинки, потому что был композитором, заставшим другую эпоху и инстинктивно её отразившим в своих изумительных романсах.
— Б. В. Асафьев. Русская музыка

### Сочинения
Оперы
- «Эсмеральда». Опера в четырёх действиях на собственное либретто по роману Виктора Гюго «Собор Парижской Богоматери». Написана в 1838—1841 годах. Первая постановка: Москва, Большой театр, 5(17) декабря 1847 года.
- «Торжество Вакха». Опера-балет по одноимённому стихотворению Пушкина. Написана в 1843—1848 годах. Первая постановка: Москва, Большой театр, 11(23) января 1867 года.
- «Русалка». Опера в четырёх действиях на собственное либретто по одноимённой неоконченной пьесе Пушкина. Написана в 1848—1855 годах. Первая постановка: Санкт-Петербург, 4(16) мая 1856 года.
- «Мазепа». Эскизы, 1860 год.
- «Рогдана». Фрагменты, 1860—1867 годы.
- «Каменный гость». Опера в трёх действиях на текст одноимённой «Маленькой трагедии» Пушкина. Написана в 1866—1869 годах, окончена Ц. А. Кюи, оркестрована Н. А. Римским-Корсаковым. Первая постановка: Санкт-Петербург, Мариинский театр, 16(28) февраля 1872 года.

Произведения для оркестра
- «Болеро». Конец 1830-х.
- «Баба-Яга» («С Волги в Ригу»). Окончена в 1862 году, впервые исполнена в 1870 году.
- «Малороссийский казачок». Фантазия. 1864 год.
- «Чухонская фантазия». Написана в 1863—1867 годах, впервые исполнена в 1869 году.

Камерные вокальные произведения
- Песни и романсы для двух голосов и фортепиано на стихи русских и зарубежных поэтов, в том числе «Петербургские серенады», а также фрагменты неоконченных опер «Мазепа» и «Рогдана».
- Песни и романсы для одного голоса и фортепиано на стихи русских и зарубежных поэтов: «Старый капрал» (слова Беранже в переводе В. Курочкина), «Паладин» (слова Л.Уланда в переводе В.Жуковского), «Червяк» (слова Беранже в переводе В.Курочкина), «Титулярный советник» (слова П.Вейнберга), «Я Вас любил…» (слова А. С. Пушкина), «Мне грустно» (слова М. Ю. Лермонтова), «Мне минуло шестнадцать лет» (слова А.Дельвига) и другие на слова Кольцова, Курочкина, Пушкина, Лермонтова и других поэтов, в том числе два вставных романса Лауры из оперы «Каменный гость».

Произведения для фортепиано
- Пять пьес (1820-е годы): Марш, Контрданс, «Меланхолический вальс», Вальс, «Казачок».
- «Блестящий вальс». Около 1830 года.
- Вариации на русскую тему. Начало 1830-х.
- «Мечты Эсмеральды». Фантазия. 1838 год.
- Две мазурки. Конец 1830-х.
- Полька. 1844 год.
- Скерцо. 1844 год.
- «Табакерочный вальс». 1845 год.
- «Пылкость и хладнокровие». Скерцо. 1847 год.
- «Песня без слов» (1851)
- Фантазия на темы из оперы Глинки «Жизнь за царя» (середина 1850-х)
- Славянская тарантелла (в четыре руки, 1865)
- Переложения симфонических фрагментов оперы «Эсмеральда» и др.

## Память

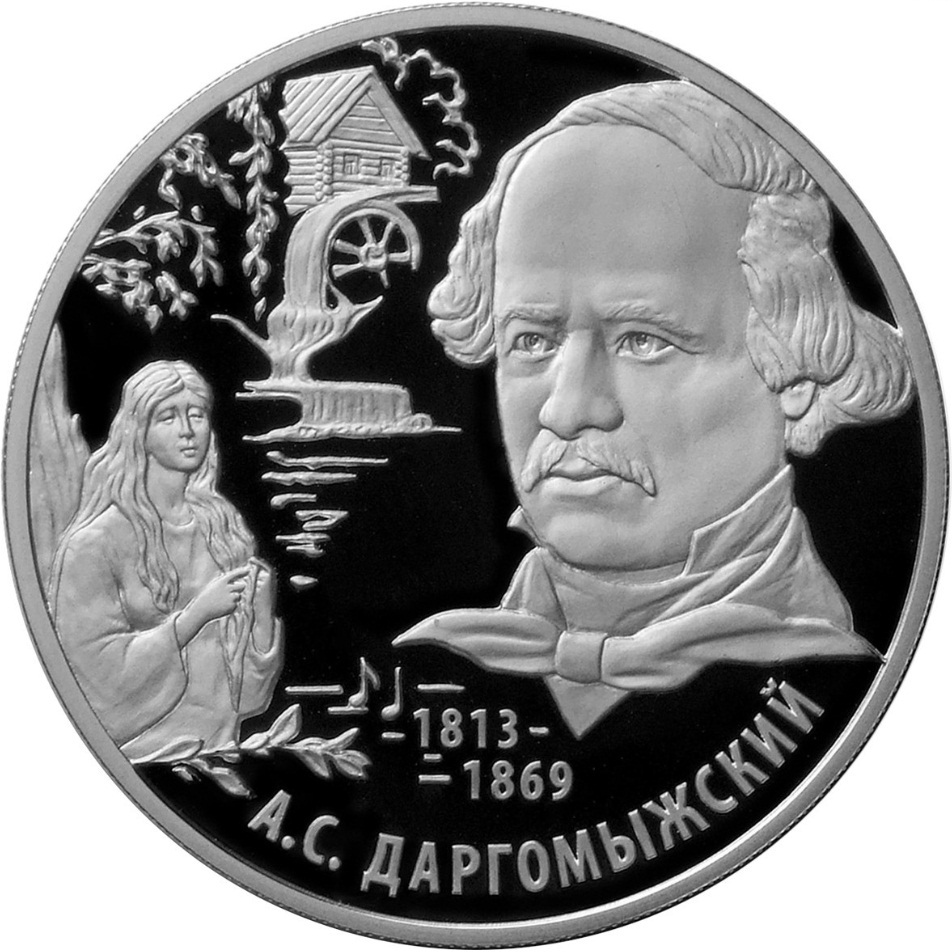
Памятная монета Банка России, посвящённая 200-летию со дня рождения А. С. Даргомыжского. 2 рубля, серебро, 2013 год

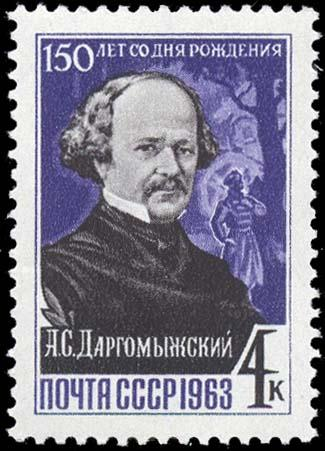
Почтовая марка СССР, 1963 год

- Памятник на могиле А. С. Даргомыжского, установленный в 1961 году в Некрополе мастеров искусств на территории Александро-Невской лавры в Санкт-Петербурге. Скульптор А. И. Хаустов.
- Находящееся в Туле музыкальное училище с 1958 года носит имя А. С. Даргомыжского.
- В посёлке Арсеньево Тульской области в 1989 году установлен бронзовый бюст на мраморной колонне (скульптор В. М. Клыков, архитектор В. И. Снегирёв). Он был первым и до 2013 года единственным в мире памятником Даргомыжскому.
- Именем Даргомыжского названы улица в Липецке, а также в Краматорске, Харькове, Владимире, Нижнем Новгороде, Новосибирске, Тюмени, Алма-Ате, Астрахани, Темрюке.
- На доме 30 по Моховой улице в Санкт-Петербурге в 1911 г. установлена мемориальная доска.
- Именем «Композитор Даргомыжский» был назван теплоход, однотипный с «Композитор Кара Караев».
- В 1963 году была выпущена почтовая марка СССР, посвящённая Даргомыжскому.
- Постановлением № 896 от 27 октября 1995 года Правительства г. Москвы Детской музыкальной школе № 50 (по ул. Цандера, 7) присвоено имя А. С. Даргомыжского.
- Личные вещи А. С. Даргомыжского хранятся в Вяземском историко-краеведческом музее.
- Имя А. С. Даргомыжского с 2002 года носит Детская школа искусств г. Вязьма.
- Решением Смоленского Облисполкома № 358 от 11 июня 1974 года деревня Твердуново в Исаковском сельсовете Вяземского района объявлена памятником истории и культуры регионального значения, как достопримечательное место, где прошли детские годы композитора А. С. Даргомыжского. Приказом от 19.06.2014 г. № 131 Начальника Департамента Смоленской области по культуре и туризму утверждены его границы и режим использования земель. Приказом от 21 октября 2015 г. № 10692-р Министерства культуры России Твердуново зарегистрировано в едином государственном реестре объектов культурного наследия (памятников истории и культуры) народов Российской Федерации, с присвоением ему регистрационного номера 671530322560005. Приказом № 616 от 29.12.2020г. Начальника Главного Управления Смоленской области по культурному наследию утверждены особенности (предмет охраны) достопримечательного места Твердуново.
- В 2003 году в бывшем имении А. С. Даргомыжского — Твердуново, ныне урочище в Вяземском районе Смоленской области в его честь установлен памятный знак.
- В посёлке Исаково Вяземского района Смоленской области именем А. С. Даргомыжского названа улица. Постановлением № 72 от 28.01.2016 г. Администрации МО «Вяземский район» имя Даргомыжского присвоено одной из улиц и в г. Вязьма[28].
- На автодороге Вязьма — Темкино, перед посёлком Исаково, в 2007 году установлен автодорожный указатель, показывающий дорогу в бывшее имение А. С. Даргомыжского — Твердуново.
- Документальный биографический фильм: «Слыхали ль вы? Александр Даргомыжский. Истории из жизни российских музыкантов» Автор Т.Слюсаренко. Режиссёр А.Торстенсен. Телекомпания «Вектор-Русь». ГТРК «Культура». 2008[29].
- Центральный Банк России 9 января 2013 года выпустил в обращение памятную монету из драгоценного металла, посвящённую 200-летию со дня рождения композитора А. С. Даргомыжского, в серии «Выдающиеся личности России».
- 28 января 2013 года в соответствии с решением Комиссии Федерального агентства связи по государственным знакам почтовой оплаты в почтовое обращение вышел конверт с оригинальной маркой «200 лет со дня рождения А. С. Даргомыжского (1813—1869), композитора».
- На портале Культурное наследие России Министерства культуры РФ записана видеолекция кандидата искусствоведения РАМ им. Гнесиных М. А. Букринской «200-летие со дня рождения А. С. Даргомыжского»[30].
- 26 мая 2013 года, при содействии Председателя Государственной Думы России С. Е. Нарышкина, в г. Вязьма Смоленской области композитору А. С. Даргомыжскому установлен бронзовый бюст на мраморной колонне. Автор скульптор И. Н. Чумаков (Минск). Это второй в мире памятник А. С. Даргомыжскому, установленный под открытым небом[31][32][33].
- Самолёт Аэрофлота Boeing 737-800 (RA-73105) носит имя «А. Даргомыжский».